# Gorytodes
Gorytodes là một chi bướm đêm thuộc họ Geometridae.